# Brzeziniec (województwo pomorskie)
Brzeziniec (kaszb. Brzezëna lub Brzezyńc, niem. Birkhof) – wieś w Polsce położona w województwie pomorskim, w powiecie słupskim, w gminie Dębnica Kaszubska. Miejscowość wchodzi w skład sołectwa Brzeziniec-Borzęcniko.
W latach 1975–1998 miejscowość administracyjnie należała do województwa słupskiego.

## Nazwa
Nazwa miejscowości jest tzw. chrztem nazewniczym, częściowo kalkującym nazwę niemiecką. Ma charakter pseudotopograficzny i powstała przez dodanie do nazwy pospolitej brzezina „las brzozowy” formantu -ec. Pierwotna niemiecka nazwa Birkhof, wzmiankowana po raz pierwszy w 1780, ma charakter topograficzny i jest złożeniem dwóch nazw pospolitych: Birke „brzoza” i Hof „zagroda, dwór”.
Rada Języka Kaszubskiego proponuje kaszubską formę nazwy Brzezyńc.